# Lista campionilor mondiali la patinaj artistic perechi

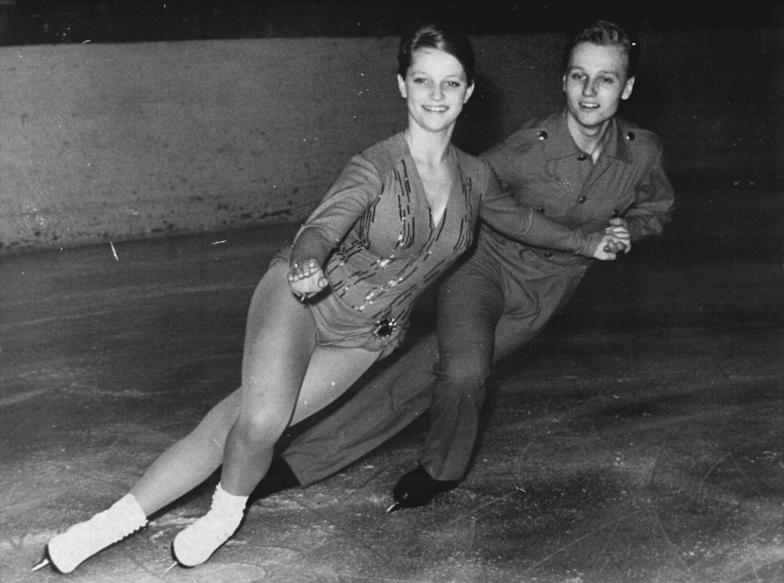
Perechea Eva Romanová și Pavel Roman

Campionatul mondial la patinaj artistic perechi este o competiție internațională sportivă care are loc anual. Din cadrul campionatului mai fac parte patinajul individual masculin și feminin, dans perechi.